# Wilhelm Wilmanns
Franz Wilhelm Wilmanns, född 14 mars 1842 i Jüterbog, död 29 januari 1911 i Bonn, var en tysk germanist.
Wilmanns blev 1874 professor i tyska språket och litteraturen vid Greifswalds universitet och 1877 vid Bonns universitet. Av hans arbeten kan nämnas Die Entwickelung der Kudrundichtung untersucht (1873), Beiträge zur Erklärung und Geschichte des Nibelungenlieds (1877), Leben und Dichten Walthers von der Vogelweide (1882) och Beiträge zur Geschichte der älteren deutschen Literatur (fyra häften, 1885–88). Han utgav även Walther von der Vogelweides dikter (1869 och 1886) och författade bland annat en tysk skolgrammatik (1877; åttonde upplagan 1891, elfte 1903). Han medverkade väsentligen till den av preussiska kultusministeriet fastställda tyska rättskrivningen och skrev däröver en kommentar (1880; ny upplaga 1887).